# 함안노사우리푸스
함안노사우리푸스(Hamanosauripus ovalis)는 카마라사우루스과(골방룡과) 공룡의 발자국 화석으로, 경상남도 함안군 여항면 외암리의 화석산지에서 발굴되었다. 계란함안룡, 함안룡이라고도 한다.